# Mezquita Gadafi

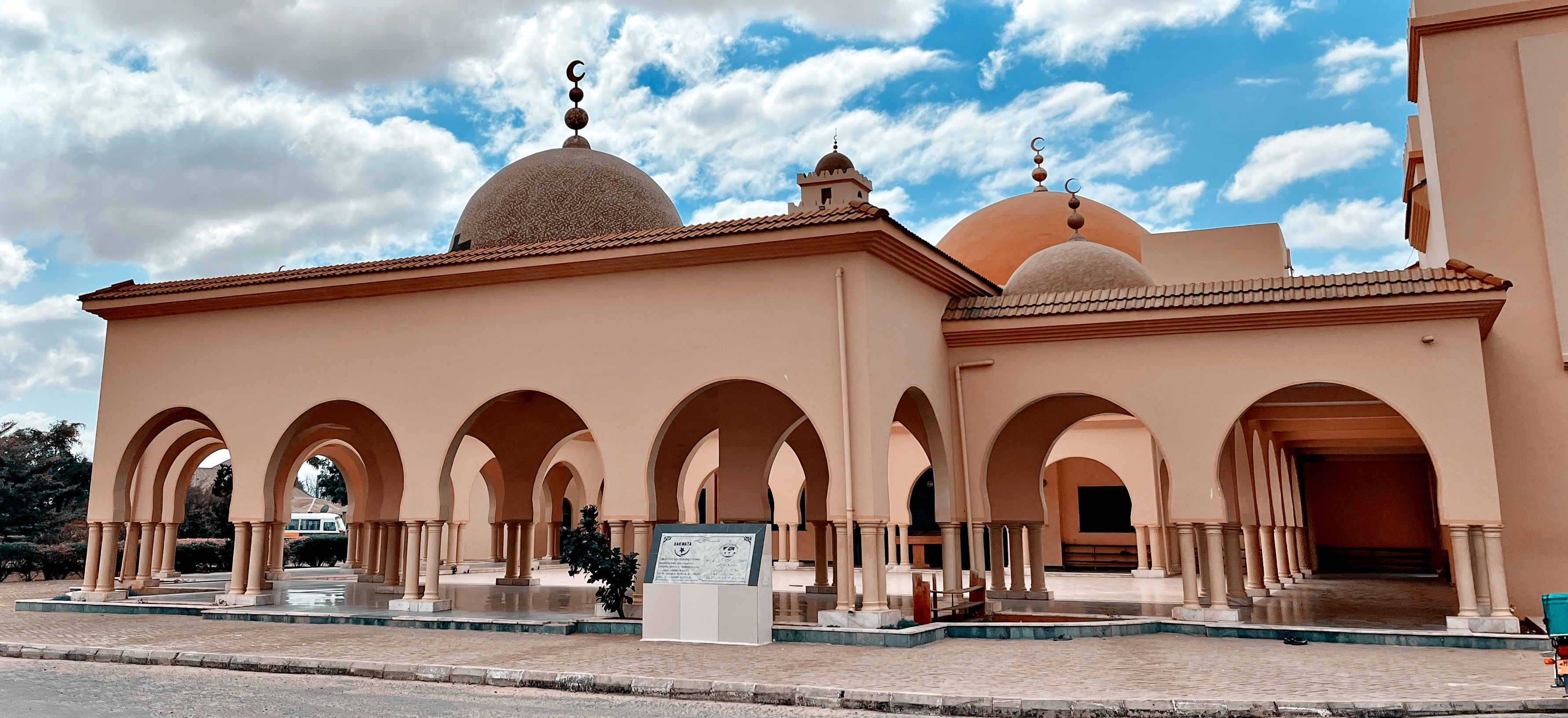

La mezquita nacional es la mezquita más grande en Tanzania y la segunda más grande en África del este después de la Mezquita Gadafi en Uganda. Está localizado en la capital tanzana de Dodoma. 
Fue nombrado así por el Dirigente libio Muammar Gaddafi quién proporcionó los fondos para su construcción vía la Sociedad de la Llamada Islámica Mundial. La mezquita fue inaugurada por el Presidente Jakaya Kikwete en 2010 y tiene una capacidad para al menos 3,000 fieles.